# Его величество полиэтиленовый пакет
Его величество полиэтиленовый пакет (англ. The majestic plastic bag) — короткометражный фильм в жанре псевдодокументальное кино, снятый американским режиссёром Джереми Коннером. Голос за кадром озвучил Джереми Айронс. Фильм снят в рамках эколого-просветительского проекта Heal the Bay, призывающего защитить акваторию Лос-Анджелеса и Южной Калифорнии от загрязнения пластиковым мусором и не допустить разрастание Большого тихоокеанского мусорного пятна.

## Сюжет
Фильм-ролик построен по аналогии с серией короткометражных роликов и полнометражных фильмов BBC о жизненном цикле различных животных, только здесь в качестве «животного», которое, обходя все опасности города, «мигрирует» прямиком в океан, представлен гонимый ветром полиэтиленовый пакет. В начале фильма белый пакет во время погрузки купленных в магазине обычной семьёй пакетов с продуктами в багажник автомобиля подхватывается ветром и улетает прочь. Минуя различные препятствия в виде заборов и ветвей деревьев, он летит по улицам города рядом с проносящимися мимо автомобилями, взлетает ввысь под самые крыши небоскрёбов. Затем он приземляется в городском парке вблизи детской площадки. По одной из дорожек парка идёт дворник, который вдруг замечает на траве одного из собратьев пакета — белого пакета с рожицей, и тут же отправляет его в мусорный бак. Но главному герою удаётся увильнуть от опасности. Однако тут же его замечает гуляющая в парке маленькая собачка и начинает с ним играть, едва не разорвав его на части. Но пакету удаётся улететь и от неё, он вновь взлетает ввысь. Путешествуя по городу и вблизи него, он добирается до реки и, плывя по ней, оказывается на берегу моря. Вскоре он попадает в Большое тихоокеанское мусорное пятно, пополняя ряды своих собратьев и прочего мусора. Фильм призван привлечь внимание зрителей к теме пластиковых отходов и влияния их на окружающую среду.

## Создание и особенности
Читаемый Джереми Айронсом текст целиком ироничен. Так, полиэтиленовый пакет, пассивное перемещение которого потоками ветра и океанскими волнами напоминает движение живого существа, описывается подобно животному, от части даже разумному (пакеты названы одними из наиболее умных и распространённых существ), что подчёркивается, например, словами об экосистемах, «населяемых пакетами», об их «путях миграции». По этой же причине полиэтиленовый пакет, аналогично диким зверям, появляется в кадре ночью на приборах ночного видения. Британец Джереми Айронс был выбран для озвучки фильма в связи с наличием в его голосе британского акцента, как у известного британского натуралиста Дэвида Аттенборо, известного озвучкой документальных фильмов BBC. Фразы вроде «наш полиэтиленовый пакет» намекают на то, что ответственность за распространение мусора лежит на нас самих.